# Rex Nazaré Alves
Rex Nazaré Alves (Rio de Janeiro, 1 de janeiro de 1938) é um professor e físico nuclear brasileiro.

## Carreira
O professor Rex Nazaré é bacharel e licenciado em física pela Faculdade de Filosofia, Ciências e Letras da Universidade do Estado da Guanabara, especialista em engenharia nuclear pelo Instituto Militar de Engenharia – IME, e doutor em física pela Universidade de Paris (Sorbonne).
Foi professor em diversas cadeiras no curso de mestrado em engenharia nuclear do IME, professor de física nuclear do curso de ciências nucleares da Faculdade de Engenharia da UFRJ e professor de mecânica quântica aplicada à física de nêutrons e física nuclear II, no curso de mestrado em Engenharia nuclear - COPPE/UFRJ. É Professor emérito do IME e da ECEME e Conferencista emérito da ESG.
Atuou, dentre outros cargos, como presidente da Comissão Nacional de Energia Nuclear - CNEN, como membro do Conselho de Administração da Companhia de Pesquisa de Recursos Minerais – CPRM, como chefe do Departamento de Tecnologia da ABIN e como Assessor Especial do Ministro de Estado Chefe do Gabinete de Segurança Institucional. Também foi Diretor de Tecnologia da Fundação Carlos Chagas Filho de Amparo à Pesquisa do Estado do Rio de Janeiro – FAPERJ e membro da Comissão Deliberativa da CNEN.
Atualmente, é diretor da Finep, na diretoria de projetos estratégicos nacionais. Sob sua responsabilidade estão as áreas de energia, tecnologia da informação e aeroespacial e defesa.
Durante as décadas de 70 e 80 do século XX, coordenou o Programa nuclear paralelo; esse programa consumiu recursos econômicos secretos de vários bilhões de dólares, com o intuito de produzir um artefato nuclear. Durante o governo Collor um campo de testes para armas nucleares foi fechado na Serra do Cachimbo, no sul do Pará.

## Prêmios e títulos
Recebeu diversas condecorações como a Ordem Nacional do Mérito Científico, a Medalha Carneiro Felipe – CNEN, a Ordem do Mérito do Engenheiro Militar, a Ordem do Rio Branco, a Ordem do Mérito Militar, a Ordem do Mérito das Forças Armadas, a Medalha da Ordem do Mérito Naval, a Medalha do Mérito Santos-Dumont, a Ordem do Mérito Aeronáutico, a Medalha do Pacificador, a Medalha Mérito Tamandaré e a Ordem do Mérito Cartográfico.